# Trisulipsa
Trisulipsa é um gênero de traça pertencente à família Arctiidae.